# Nudogramm
Das Nudogramm ist eine spezielle Art eines Fotogramms.
Es wurde in den 1960er Jahren von Floris Michael Neusüss umfangreich künstlerisch eingesetzt. Im Herbst 1960 begann er erstmals, die Schatten ganzer menschlicher Körper direkt auf Schwarzweißpapier in seiner abgedunkelten Berliner Studentenwohnung zu belichten. Seit 1962 setzte er überwiegend schwarzweißes Umkehrpapier für diese „Körperbilder“ ein. Dies unterstreicht nicht nur die Schattenhaftigkeit der festgehaltenen Körper, sondern für Neusüss – von der Malerei herkommend – „ist das formgebende Element in meinen Bildern primär das Schwarz gewesen.“ Fritz Gruber gab den Arbeiten, auf denen maßgeblich nackte weibliche Körper ihre Abdrücke hinterlassen, den bezeichnenden Namen „Nudogramme“. Der Kölner Photosammler zeigte diese Nudogramme auch 1963 im Rahmen einer Sonderausstellung der photokina in Köln, die für große Aufmerksamkeit sorgte.
Neusüss hat erst viel später im Rahmen seiner Fotogrammforschung von den Blaupausen erfahren, auf denen Robert Rauschenberg und Susan Weil den Schatten ihrer Körper bereits um 1950 festhielten. Auch die artverwandten Körperabdrücke von Yves Klein kannte der junge Neusüss noch nicht.